# Haleyville
Haleyville és una població dels Estats Units a l'estat d'Alabama. Segons el cens del 2000 tenia 4.182 habitants.

## Demografia
Segons el cens del 2000, Haleyville tenia 4.182 habitants, 1.815 habitatges, i 1.148 famílies. La densitat de població era de 217,6 habitants/km².
Per edats la població es repartia de la següent manera: un 22,5% tenia menys de 18 anys, un 7,4% entre 18 i 24, un 24,2% entre 25 i 44, un 25,3% de 45 a 60 i un 20,6% 65 anys o més.
L'edat mediana era de 42 anys. Per cada 100 dones hi havia 86,3 homes. Per cada 100 dones de 18 o més anys hi havia 81,3 homes.
La renda mediana per habitatge era de 24.907 $ i la renda mediana per família de 33.875 $. Els homes tenien una renda mediana de 27.028 $ mentre que les dones 18.312 $. La renda per capita de la població era de 16.139 $. Aproximadament el 18,9% de les famílies i el 23% de la població estaven per davall del llindar de pobresa.

## Poblacions properes
El següent diagrama mostra les poblacions més properes.